# Poplicnice

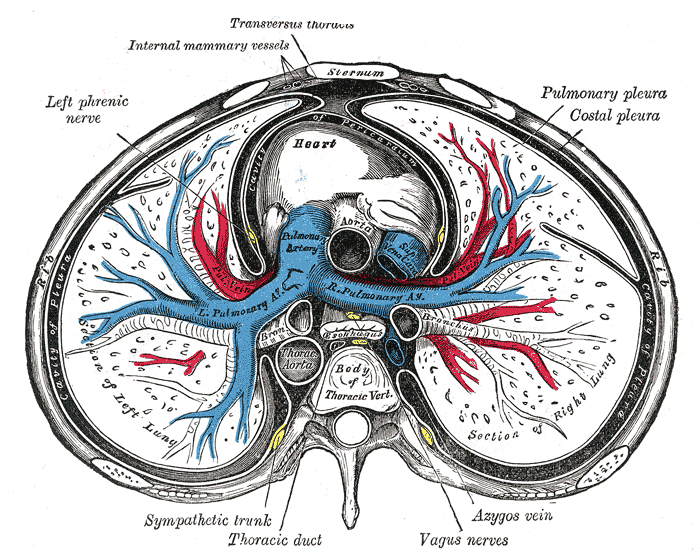
Transverzální (příčný) řez plícemi. Patrná je pleura tvořená poplicnicí a pohrudnicí, přičemž dutina mezi nimi je zveličená v zájmu přehlednosti

Poplicnice (též viscerální pleura nebo také plicní pleura, lat. pleura visceralis) je párová vazivová blána těsně přiléhající k plicím. Ve skutečnosti je to pouze jedna ze stran plochého párového váčku zvaného pleura, který obaluje a chrání plíce a usnadňuje jejich činnost. Druhý list pleury se nazývá pohrudnice – ta je v kontaktu s vnějšími strukturami, jako je hrudní koš. Poplicnice vznikla v evoluci v souvislosti se vznikem pleurální dutiny kolem plic: tato dutina se objevuje v určitém smyslu již u krokodýlů, želv a některých ještěrů a dále zejména u ptáků a savců.
Poplicnice, jako celá pleura, má původ ve výstelce coelomové dutiny. Lidská poplicnice pevně srůstá s povrchem plic a plynule do nich přechází. Je tvořena jednou vrstvou plochých buněk (mezotelem) a malým množstvím vaziva. V oblastech na pomezí plicních laloků mohou z poplicnice vycházet krátké klkovité výběžky, villi pleurales.